# Ochtholambrus pulchellus
Ochtholambrus pulchellus is een krabbensoort uit de familie van de Parthenopidae. De wetenschappelijke naam van de soort werd in 1868 voor het eerst geldig gepubliceerd door Alphonse Milne-Edwards.